# 巴嘎诺尔区
巴嘎诺尔区是蒙古国乌兰巴托市辖区。

## 简介
巴嘎诺尔区是乌兰巴托市的区（дүүргүүд）之一，成立于1992年。起初下辖3个分区（хороодод），后改为4个分区。
1992年时约有2500户居民。2010年人口22210人。2015年人口28419人。
巴嘎诺尔区是乌兰巴托市的一块飞地，位于蒙古国中央省和肯特省的边界上。